# ۱۱ شکارچی
۱۱ شکارچی (انگلیسی: 11 Orionis) یک ستاره آپ انفرادی در صورت فلکی شکارچی، در نزدیکی مرز با گاو (ثور) است. برای چشم غیر مسلح با قدر بصری ظاهری ۴٫۶۵ قابل مشاهده است، و تقریباً در فاصله ۳۶۵ سال نوری با خورشید قرار دارد.